# 키치너선
키치너선(Kitchener line)은 캐나다 온타리오주 광역 토론토 지역에서 GO 트랜싯이 운영하는 7개 통근 열차 노선 중 하나로, 토론토 유니언 역에서 키치너까지 운행한다. 2011년 12월 19일까지만 해도 키치너 선은 조지타운 선으로 알려져 있었으나 조지타운에 종착하던 열차 두 대가 궬프와 키치너까지 연장되면서 오늘날에 이르렀다.
2018년 6월 기준 키치너에서 평일 아침에 네 대의 열차가 출발하고 평일 오후에는 네 대의 열차가 종착하며, 이 중 한 대는 유니언 역과 브래멀리 역 구간을 급행으로 운행한다. 또한 조지타운 역에서 두 대의 열차가 아침에 출발하며 두 대의 열차가 오후에 돌아온다. 한편 평일 아침과 오후 러시 아워 사이의 낮 시간대에는 유니언 역에서 마운트플레전트 역까지 양방향 1시간 간격으로 열차가 운행한다. 브래멀리 역에서는 키치너로 가는 버스로 갈아탈 수 있고 조지타운 역에서는 궬프로 가는 버스로 갈아탈 수 있다.
2014년 기준 하루 평균 1만 8천여 명을 실어나르는 키치너 선은 2008년 조지타운 선 승객 수인 15,649명에서 어느 정도 늘어난 편이다.

## 역사
토론토 북서쪽에 있는 마을과 타운십은 19세기 초반으로 거슬러 올라가는데, 이 당시 측량 도로와 오크릿지 빙퇴석과 나이아가라 급경사를 따라 이어지는 크레딧과 험버 강을 따라 농민들이 터를 잡기 시작하였다. 이곳에서 북쪽과 서쪽으로 더 가면 '퀸스 덤불'이라고 불리는 촘촘한 숲이 있는데, 초반에는 인구 성장이 더뎠지만 인근 지역에 마을이 하나둘씩 형성되기 시작하였다. 브램턴 지역의 정착은 1822년에 오늘날의 퀸과 메인 스트리트에서 시작되었고, 북서쪽에서는 나사가웨야 타운십에 스튜어트타운 마을이 형성되었다. 제분소, 주조 공장, 모직 공장이 생김에 따라 인구가 늘어나면서 1837년에는 조지타운이 형성되었다.
본격적인 개발 바람은 1850년대에 불어오기 시작했다. 1852년 5월, 그랜드트렁크 철도는 토론토에서 웨스턴과 조지타운까지 철도를 짓겠다고 밝혔으며, 이후 1856년에 개통한 이 철도는 조지타운을 지나 궬프, 키치너 (그 당시에는 베를린으로 알려짐)를 통해 스트랫퍼드와 런던으로 이어졌다. 이 노선은 이후 케임브릿지와 브랜트퍼드를 통해 이어지는 다른 노선에 밀려나게 되었지만 토론토와 런던 사이의 화물과 여객 열차 운행으로 키치너, 궬프, 조지타운의 인구는 급속하게 성장하였다. 그랜드트렁크 철도가 1차 세계대전 이후 재정적 난항을 겪으면서 캐나다 내셔널 철도에 인수되었다. CN 철도가 토론토에서 브랜트퍼드와 오크빌을 경유하여 런던까지 운행하는 철도를 이미 소유하고 있었기 때문에 키치너와 조지타운을 거쳐 가는 철도는 노스 메인 선 (North Main Line)으로 불리게 되었다.
노스 메인 선은 노선이 개통한 때부터 여객 열차를 계속 운행하였다. 그랜드트렁크 철도가 CN에 인수될 무렵, CN은 토론토와 런던 구간을 궬프, 키치너, 스트랫퍼드를 경유해 윈저, 사니아까지 운행하거나 환승편을 제공하였으며, 포트휴론과 디트로이트를 경유해 시카고까지 이어지기도 하였다. 대부분의 여객 열차는 장거리 열차로, 키치너, 스트랫퍼드와 런던은 토론토 광역권으로부터 여전히 외곽에 위치해있었다. 그럼에도 불구하고 통근 열차 유형의 여객 열차는 오래 전부터 운행되었다. 1950년대에 CN 철도는 궬프와 토론토간 열차를 왕편 1회, 복편 1회로 운행하였다. 이 열차는 1974년 4월 29일에 GO 트랜싯이 유니언 역과 조지타운간 통근 열차를 본격적으로 운행할 때까지 운행하였다.
조지타운 선은 GO 트랜싯의 두 번째 통근 열차 노선으로 피커링과 오크빌을 잇는 레이크쇼어 선이 개통한 지 7년 가까이 지나서 개통하였다. 개통 첫 날에는 세 대의 열차가 조지타운 역을 출발해서 브램턴, 브래멀리, 맬턴, 웨스턴, 블루어 역에 정차한 뒤 종착역인 토론토 유니언 역에 도착하였고 세 대의 열차가 오후에 돌아왔다. 이후 같은 해 가을에 이토비코 노스 역이 정차역으로 추가되었다. CN 측은 토론토-궬프간 여객 열차를 조지타운 선 개통 1년 반 뒤인 1975년 11월 14일까지 운행하였다. 1975년과 1978년 사이에 네 번째 열차가 추가되었으나 1990년까지는 별다른 변동 사항이 없었다.
1990년 10월 29일, 데이비드 피터슨이 이끄는 자유당 정부의 공약의 일환으로 조지타운 선 열차 한 대가 궬프까지 운행하였다. 궬프에서 키치너까지 연계 버스는 운행되지 않았으며 인근 연계 교통 수단의 부족으로 궬프 역의 하루 승객 수는 60명에 불과하였다. 이는 1993년에 신민주당 정부가 GO 트랜싯의 예산을 감축할 때 첫 번째 감축 대상이 되었고 궬프 역에서의 마지막 통근 열차는 1993년 7월 2일에 운행하였다.
하지만 수요는 계속 증가하였다. 1980년대에 인구가 두 배로 증가한 브램턴은 특히 도시 북서쪽에 급격한 성장을 거듭하였으며 2001년에 들어서 브램턴의 인구는 325,428명, 조지타운이 있는 홀턴힐스의 인구는 48,184명에 도달하였다. 조지타운 선 열차에 더불어 요크밀스 역과 브램턴 역간 한 시간 간격으로 운행하는 버스가 운행하기 시작하였고 2000년 1월 29일에는 유니언 역과 브램턴간에 5번째 열차를 투입하였고 조지타운으로 가는 버스 연결편도 포함하였다.
2001년 9월 4일, 평일 오후에 유니언 역을 2시 50분에 출발하여 브램턴까지 완행으로 운행하는 열차가 추가되었고 이 열차는 이후 유니언 역에 회송되어 다른 노선으로 투입되었다. 2002년 4월에는 서비스 변경이 이루어져 낮 시간대에 유니언 역과 브래멀리 역간을 운행하게 되었고 브램턴과 조지타운까지 버스 연결편이 제공되었다. 새로운 열차는 브래멀리 역을 오전 5시 50분, 10시 15분, 오후 12시 15분, 1시 45분에 출발하였다. 유니언 역에서는 새로운 열차가 오전 9시 30분, 11시 30분, 오후 1시에 출발하였다. 그러나 브래멀리 역의 버스 회차점과 주차장 구조가 통근 열차와 버스간 환승이 쉽게 이루어질 수 없는 구조라서 버스 회차점은 붐비는 주차장 맞은 편에 위치하였다.
2003년에는 브래멀리 역에 회차선이 추가되었다. 이 선로는 웨스턴 선 헐웨스트 동쪽 구간과 연결되어 브래멀리에서 종착하는 열차가 홀턴 선을 따라 가는 CN 화물 열차나 GO 트랜싯의 추후 급행 열차 운행에 차질을 빚지 않도록 하였다. 브래멀리 역은 이제 선로가 세 개가 있으며, 레이크쇼어 선과 같은 수준이다.
2004년 9월에는 조지차운 선 열차 시간표가 바뀌었다. 조지타운 역에서 아침에 출발하는 열차가 급행으로 바뀌어 브램턴, 브래멀리 역에 정차한 뒤 유니언 역으로 직통 운행하였다. 브래멀리 역에서 출발하는 완행 열차가 맬턴, 이토비코 노스, 웨스턴, 블루어 역에 전역 정차하였다. 이와 동시에 한낮에 유니언에서 브램턴으로 출발하던 열차는 오후 3시 15분에 동시에 출발하게 되었다. 5개월 뒤인 2005년 2월 7일, 브램턴 북서쪽의 7번 고속도로와 크레딧뷰 로드에 위치한 마운트플레전트 역이 정식 개장하였다.
2011년에는 웨스턴 선 브래멀리-유니언 구간에 주요 공사가 이루어졌다. 이 공사는 스트론 애비뉴, 데니슨 로드와 칼링뷰 애비뉴에 지하도를 설치하고, 웨스턴 마을을 따라 터널을 뚫고, 역 보수 공사 및 웨스턴 선과 토론토 정션 근처에 있는 CP 화물 선로 근처의 다이아몬드 선을 입체 교차로 변경하여 조지타운 선의 속도와 정시성을 높이고자 하였다. 이는 또한 2015년 6월에 개통한 유니언 피어슨 철도의 상시 운행을 대비한 공사이기도 하다. 이에 따라 유니언-브래멀리 간 낮 시간대 열차는 버스로 전환하고 2015년 팬아메리칸 게임에 대비해 공사가 끝나는대로 열차는 다시 정상 궤도에 오르고 유니언과 마운트플레전트 역 사이에 평상시에 1시간 간격으로 운행하는 방안을 추진하였다.
입체 교차 공사를 위해 우선 로렌스 애비뉴 북쪽에 있었던 웨스턴 역을 남쪽으로 이설했다. 이후 2013년 상반기에는 기존 웨스턴 역의 문을 닫고 2013년 7월 24일에 새로운 역으로 이전하였다. 신 역사는 휠체어 승객도 이용할 수 있고 환승객을 차로 마중나올 수 있는 공간과 144대의 주차 공간이 마련되었다. 공사는 2013년 내내 진행되어 2014년 말에 완공되었다.

### 키치너 연장
2006년 6월, 온타리오 주의 돌턴 맥귄티 자유당 정부는 광역 토론토의 대중교통 시설을 확충하기 위해 메트로링스라는 공기업을 설립하였다. 2007년 여름에는 메트로링스의 권고에 따라 맥귄티 정부는 향후 13년동안 이루어질 52개의 대중교통 확충 계획안인 무브온타리오 2020을 발표하였다. 이 계획안에는 토론토 지역 바깥에 있는 워털루 경전철과 조지타운 선 키치너 연장도 포함되어 있었다.
GO 트랜싯을 워털루 지역으로 연장하는 방안은 이미 밀턴 선 케임브릿지 연장으로 거론된 바가 있었다. 하지만 메트로링스와 GO 트랜싯이 밀턴 선을 확충하면서 확충 비용이 만만치가 않다는 점을 깨달았다. 밀턴 선은 캐나다 태평양 철도가 운행하는 주요 화물 노선에 운행하고 밀튼 서쪽 구간으로는 단선으로 줄어든다. 밀턴 서쪽 구간을 복선화하고 역을 추가하는 방안이 조지타운 선 키치너 선 연장보다 더 비쌌기 때문에 결국 무산되었다.
메트로링스는 2011년 초에 조지타운 선을 키치너까지 연장하겠다고 밝혔다. 조지타운까지 운행하던 열차 두 대가 키치너에 있는 임시 주박 시설까지 운행하는 셈인데 연장하는 데 든 비용은 1800만 달러로 키치너에 주박할 수 있는 열차 수는 몇 안 되었다. 그 해 12월 19일 개통을 목표로 앞두고 키치너에 임시 휠체어 램프가 설치된 한편 궬프 역은 더 큰 규모로 재단장이 이루어졌다.
키치너 연장과 동시에 중간 정차역인 액턴 역에도 정차할 예정이였으나 공사는 키치너 연장 직후까지 시작되지 않았다. 대신 2012년에 착공하여 2013년 1월 7일에 본격적으로 개통하였다.

### 런던 연장
2021년 10월 18일부터 키치너선은 런던까지 시범 운행을 시작하는데, 평일 아침에 토론토 방면 1회, 오후에 런던 방면으로 1회씩 운행하며 중간에 스트랫퍼드와 세인트메리스 VIA 철도역에 정차하게 된다.

## 미래
2011년부터 2016년까지 선로 수를 늘리고, 다리를 넓힘과 동시에 평면 교차를 입체화하여 키치너까지 선로 용량을 늘려 운행 속도를 늘리고 상시 운행이 가능하도록 공사가 계속되었다. 2015년 9월 8일부터 이 공사 덕분에 평일 낮 시간대에 유니언 역에서 마운트플레전트 역까지 한 시간 간격으로 양방향 통근 열차가 운행하기 시작하였다. 2016년 9월 6일, GO 트랜싯은 키치너에서 출발하여 유니언 역까지 가는 열차를 2대 증차하였다. 또한 버스 연결편이 키치너에서 통근 열차가 운행하는 브래멀리 역까지 이어지기도 하였다.
노선 확장은 앞으로도 계속 이어질 전망이다. 2016년 6월, 메트로링스는 워털루 지역 동쪽 브레슬라우의 그린하우스 로드에 새로운 역을 짓기로 하였고, 유니언과 마운트플레전트 역 구간은 평일 저녁과 주말에도 통근 열차 운행을 개시할 예정에 있다. 또한 앞으로 10년 안에 메트로링스의 지역 급행 철도 (Regional Express Rail) 계획안에 따라 유니언에서 브래멀리간 양방향 15분 간격, 마운트플레전트간 1시간 간격, 키치너간 평일 러시아워 30분 간격으로 통근 열차가 운행할 계획에 있다. 장기적으로는 토론토에서 키치너까지 양방향으로 매일 상시 통근 열차가 운행하는 것을 목표로 두고 있다.
이러한 노선 확장을 이루기 위해서는 조지타운과 브래멀리 역 간의 선로 용량 문제부터 해결해야할 것으로 보인다. 이 노선은 여전히 CN 철도가 소유하고 있으며 홀턴과 요크 선을 따라 화물 열차가 상시 운행하는 만큼 메트로링스가 바라는 대로 매일 상시 통근 열차를 굴리는 데 있어서 적지 않게 난항을 겪을 것으로 보인다. 온타리오 주는 대신 밀턴에서 브래멀리까지 401번과 407번 고속도로를 따라 화물 열차 대피선을 지어 CN 화물 열차가 이쪽으로 우회할 수 있도록 하는 방안도 검토하고 있다. 이 대피선 건설이 승인되면 2019년에 착공하여 2023년에 개통될 전망이다.

## 같이 보기
- 코리더 (VIA)